# Drugi rząd Wincentego Witosa
Drugi rząd Wincentego Witosa – gabinet pod kierownictwem premiera Wincentego Witosa, utworzony 28 maja 1923 roku. Rząd ustąpił 14 grudnia 1923 roku.

## Pakt Lanckoroński i utworzenie rządu Chjeno-Piasta
W okresie rządów Władysława Sikorskiego toczyły się rozmowy między prawicą a „Piastem”. Odbywały się często konferencje. Brali w nich udział m.in. Wincenty Witos, Stanisław Głąbiński oraz senator „Piasta” Ludwik Hammerling, właściciel Lanckorony. W rozmowach tych uczestniczyli także przedstawiciele Chadecji oraz chrześcijańsko-narodowi, którzy byli przeciwni ustępstwom dla „Piasta” w sprawie reformy rolnej. W klubie PSL „Piast” grupa Dąbskiego też stanowczo sprzeciwiała się porozumieniu z prawicą.
W marcu obradował Zarząd Główny PSL „Piast”, który wyraził sprzeciw wobec projektu utworzenia rządu opartego na PSL Piast, lewicy i słowiańskich mniejszościach narodowych. Pozostawał tylko sojusz z prawicą, który w kwietniu zatwierdził klub parlamentarny PSL Piast.
Dnia 17 maja w mieszkaniu senatora ZLN Juliana Zdanowskiego w Warszawie podpisano słynny Pakt Lanckoroński. Udział Hammerlinga w kierowniczym aktywie Piasta i fakt, że obrady wstępne odbywały się podobno w jego majątku w Lanckoronie, przyczyniły się do powstania powszechnie przyjętej, choć nieścisłej nazwy.
Pakt podpisali: Głąbiński, Seyda, Witos, Kiernik, Korfanty i Chaciński.
Po podpisaniu porozumienia Piasta, ZLN i chadecji (Klub Chrześcijańsko-Narodowy przeciwny reformie rolnej odmówił podpisania paktu, obiecując jednak poparcie nowemu rządowi) pozostawała jeszcze kwestia ewentualnego pozyskania NPR.
Zjazd NPR z dni 20-21 maja 1923 r. zajął postawę niezdecydowaną wobec nowo powstałej centroprawicowej większości parlamentarnej.
W tej sytuacji Piast i ChZJN postanowiły obalić rząd Sikorskiego. Premier Sikorski dowiedziawszy się o pakcie lanckorońskim, postanowił postawić pod głosowanie prowizorium budżetowe, które miało być swego rodzaju wotum zaufania dla jego rządu.
Dopiero 26 maja doszło do głosowania w sprawie prowizorium budżetowego. W obronie rządu Sikorskiego wystąpiły PSL Wyzwolenie i PPS. Partie te broniły Sikorskiego od chwili gdy stało się jasne że po jego upadku dojdzie do władzy rząd centrowo – prawicowy.
W głosowaniu za skreśleniem funduszów dyspozycyjnych wypowiedziało się 279 posłów (Piast, ZLN, Chadecja, komuniści i mniejszości narodowe), natomiast za rządem głosowały kluby PPS, PSL Wyzwolenie, NPR oraz grupa Dąbskiego w sumie 117 głosów.
Wobec tego rząd Sikorskiego podał się do dymisji, a grupa Dąbskiego (14 posłów) wystąpiła z PSL Piast, tworząc klub sejmowy PSL Jedność Ludowa.
Misję utworzenia nowego rządu otrzymał Wincenty Witos i w nocy 28 maja powołano rząd w składzie:
- Wincenty Witos (PSL „Piast”) – premier
- Stanisław Głąbiński (ZLN) – wicepremier i minister wyznań religijnych i oświecenia publicznego (do 27 października 1923)
- Władysław Kiernik (PSL „Piast”) – minister spraw wewnętrznych
- Marian Seyda (ZLN) – minister spraw zagranicznych (do 27 października 1923)
- Aleksander Osiński – kierownik Ministerstwa Spraw Wojskowych (do 13 czerwca 1923)
- Stanisław Nowodworski (ChNSP) – minister sprawiedliwości
- Władysław Grabski – minister skarbu (do 1 lipca 1923)
- Władysław Kucharski (ZLN) – minister przemysłu i handlu (do 1 września 1923)
- Jerzy Gościcki (ZLN) – minister rolnictwa i dóbr państwowych (do 27 października 1923)
- Leon Karliński – minister kolei żelaznych (do 14 września 1923)
- Jan Moszczyński – minister poczt i telegrafów (do 5 grudnia 1923)
- Jan Łopuszański – minister robót publicznych
- Ludwik Darowski – minister pracy i opieki społecznej (do 1 września 1923)
- Jerzy Bujalski (NPR) – kierownik Ministerstwa Zdrowia Publicznego

## Zmiany w składzie
- 13 czerwca 1923 
  - ministrem spraw wojskowych został Stanisław Szeptycki.

- 1 lipca 1923 
  - ministrem skarbu został Hubert Linde.

- 24 lipca 1923 
  - utworzono Ministerstwo Reform Rolnych, ministrem został Stanisław Osiecki (PSL „Piast”).

- 1 września 1923 
  - ministrem skarbu został dotychczasowy minister przemysłu i handlu Władysław Kucharski (ZLN)
  - ministrem przemysłu i handlu został Marian Szydłowski (PSL „Piast”).
  - Stefan Smólski (ChNSP) został kierownikiem w Ministerstwie Pracy i Opieki Społecznej w miejsce Ludwika Darowskiego.

- 14 września 1923 
  - nowym ministrem kolei żelaznych został Andrzej Nosowicz.

- 27 października 1923 
  - Wojciech Korfanty (ChNSP) został wicepremierem i ministrem bez teki w miejsce Stanisława Głąbińskiego;
  - Roman Dmowski (ZLN) został nowym ministrem spraw zagranicznych w miejsce Mariana Seydy;
  - Stanisław Grabski (ZLN) został ministrem wyznań religijnych i oświecenia publicznego;
  - Alfred Chłapowski (ChNSR) został ministrem rolnictwa i dóbr państwowych.

- 28 listopada 1923 
  - zlikwidowano resort ministra zdrowia publicznego, Jerzy Bujalski zachował jednak do końca trwania rządu stanowisko kierownika w tym ministerstwie.

- 5 grudnia 1923 
  - uległo likwidacji ministerstwo poczt i telegrafów

## Skład rządu w momencie odwołania
- Wincenty Witos (PSL „Piast”) – premier
- Wojciech Korfanty (ChNSP) – wicepremier
- Andrzej Nosowicz - minister kolei żelaznych
- Stefan Smólski (ChNSP) - kierownik Ministerstwa Pracy i Opieki Społecznej
- Marian Szydłowski (PSL „Piast”) - minister przemysłu i handlu
- Stanisław Osiecki (PSL „Piast”) - minister reform rolnych
- Jan Łopuszański - minister robót publicznych
- Alfred Chłapowski (ChNSR) - minister rolnictwa i dóbr państwowych
- Władysław Kucharski (ZLN) - minister skarbu
- Władysław Kiernik (PSL „Piast”) – minister spraw wewnętrznych
- Stanisław Szeptycki - minister spraw wojskowych
- Roman Dmowski (ZLN) - minister spraw zagranicznych
- Stanisław Nowodworski (ChNSP) - minister sprawiedliwości
- Stanisław Grabski (ZLN) - minister wyznań religijnych i oświecenia publicznego
- Jerzy Bujalski (NPR) - kierownik Ministerstwa Zdrowia Publicznego